# Moosanger
Moosanger ist ein Gemeindeteil der Gemeinde Töpen im Landkreis Hof (Oberfranken, Bayern).

## Geographie

### Geographische Lage und Verkehr
Moosanger liegt südlich von Töpen an der Bundesstraße 2 am Waldrand nördlich der Anschlussstelle der Bundesautobahn 72 Hof/Töpen. Der Weiler befindet sich im Norden des Landkreises Hof und im oberfränkischen Teil des historischen Vogtlands, der als Bayerisches Vogtland bezeichnet wird. Geografisch liegt Hohendorf in kupierter Lage am Übergang des Thüringisch-Fränkischen Mittelgebirges in das Mittelvogtländische Kuppenland. 

### Nachbarorte
| Töpen                  | Untertiefendorf                             | Hohendorf     |
|                        | Kompassrose, die auf Nachbargemeinden zeigt | Schollenreuth |
| Isaar mit Fattigsmühle | Zedtwitz, Schafhübel, Forst                 |               |

## Geschichte
Die Geschichte der Gegend um Töpen begann um 1200, als im Gefolge der Vögte von Weida die Herren von Tepen in diese Gegend kamen. Diese starben 200 Jahre später aus und die Herren von Zedtwitz, von Beulwitz und von Feilitzsch waren in der Folgezeit Besitzer von Töpen mit seinem Umland. Der Name von Moosanger deutet vermutlich auf die Besiedlung eines feuchten Platzes hin.
Das Gebiet um Töpen mit dem Weiler Moosanger gehörte mit dem Regnitzland zwischen dem 12. und 14. Jahrhundert zum Verwaltungsgebiet der Vögte von Weida, weshalb für dieses Gebiet heute auch der Name Bayerisches Vogtland gebräuchlich ist. 1373 verkauften diese ihre Ansprüche an die Burggrafschaft Nürnberg, aus deren obergebirgischem Anteil sich später das Fürstentum Bayreuth entwickelte. Das Gebiet gehörte ab 1498 zu dessen „Militärkreis Hof“, aus dem sich in der ersten Hälfte des 16. Jahrhunderts die Landeshauptmannschaft Hof herausgebildet hatte. Die Gegend von Töpen war Teil des Hospital-, Kasten-, Kloster- und Stadtvogteiamts Hof. Mit dem Vertrag von Gefell im Jahr 1524 und der damit vereinbarten Grenzbereinigung zwischen Brandenburg-Bayreuth und Sachsen kam die Gegend um Töpen vollständig unter die Landesherrschaft des Fürstentums Bayreuth. Mit dem Fürstentum Bayreuth fiel der Weiler Moosanger im Jahr 1792 an das Königreich Preußen, anschließend an Frankreich und im Jahr 1810 an das Königreich Bayern. Dieses teilte den Ort dem Mainkreis zu, der ab 1817 als Obermainkreis und ab 1838 als Oberfranken bezeichnet wurde. Aufgrund des königlich-bayerischen Gemeindeedikts von 1818 entstand aus dem Steuerdistrikt Töpen die Landgemeinde Töpen. Zu dieser  Ruralgemeinde gehörte auch der Weiler Moosanger. Seit 1918 gehört der Ort zum Freistaat Bayern und seit 1939 zum Landkreis Hof.